# Parlament von New South Wales

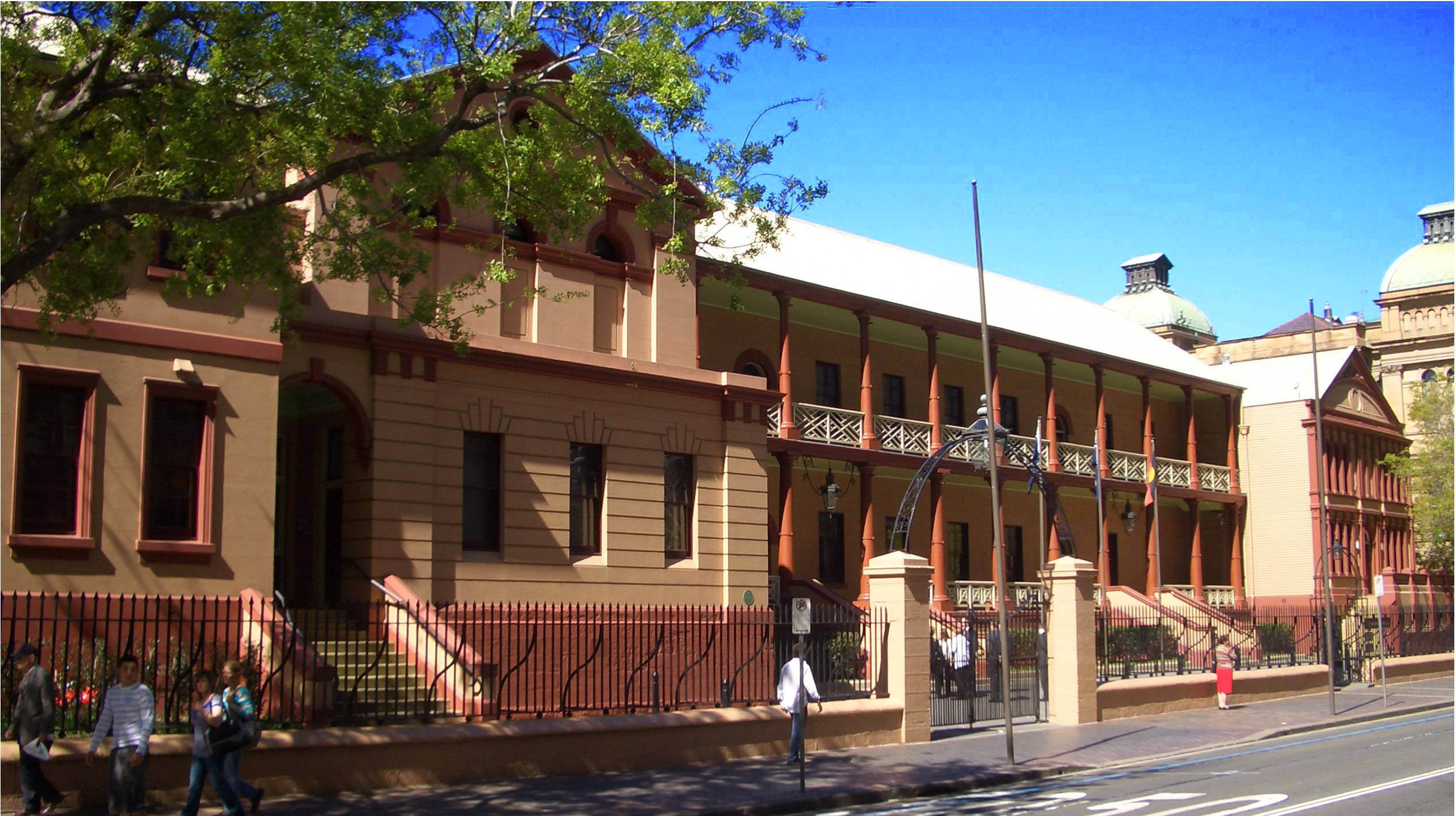
Parliament House

Das Parlament von New South Wales, mit Sitz im Parlamentsgebäude (dem Parliament House) von Sydney, ist das legislative Organ des australischen Staates New South Wales. Es ist ein Zwei-Kammern-Parlament, das von den Bürgern New South Wales gewählt wird. Es teilt sich die Gewalt mit dem australischen Parlament in Canberra. Es ist Australiens ältestes Parlament.
Das Parlament von New South Wales besteht aus einem Unterhaus, der parlamentarischen Versammlung und einem Oberhaus, dem parlamentarische Rat. Beide werden alle vier Jahre direkt vom Volk gewählt.

## Geschichte
Das Parlament von New South Wales ist Australiens ältestes Parlament. Ein kleiner parlamentarischer Rat tagte zum ersten Mal 1824, um den Gouverneur zu beraten. 1843 wurde dieser Rat erweitert und zu zwei Dritteln von der erwachsenen männlichen Bevölkerung gewählt, die bestimmte Besitzvorschriften erfüllten. 1856 wurde es im Zuge einer neuen Verfassung um eine komplett gewählte parlamentarische Versammlung erweitert. Seit 1858 dürfen alle erwachsenen Männer wählen.
1859 wurde Queensland als eigenständige Kolonie von New South Wales abgespalten. Die parlamentarische Versammlung wurde deshalb von 80 auf 72 Sitze verkleinert. 1901 wurde New South Wales Staat von Australien und hat viele Rechte an die australische Regierung abgetreten.
Frauen durften zum ersten Mal bei den australischen Commonwealth-Wahlen im April 1902 und bei der Wahl zur parlamentarischen Versammlung im August 1902 wählen. Seit 1918 durften Frauen auch selbst gewählt werden, was aber zum ersten Mal 1925 geschah. Die ersten Frauen im parlamentarischen Rat waren Catherine Green und Ellen Webster, die beide am 23. November 1931 ernannt wurden.
Zwischen 1925 und 1929 versuchte Premierminister Jack Lang den parlamentarischen Rat abzuschaffen, scheiterte jedoch. 1933 wurden die Gesetze so geändert, dass alle drei Jahre ein Viertel der Mitglieder des parlamentarischen Rates von Mitgliedern der parlamentarischen Versammlung gewählt werden, statt, wie vorher, vom Gouverneur ernannt zu werden. 1962 erlangten die Aborigines das Recht in allen Staats-Wahlen zu wählen. Seit 1978 werden die Mitglieder des parlamentarischen Rates direkt gewählt und die Zahl der Sitze wurde auf 45 gesenkt. Bei einer weiteren Reform 1991 wurde die Zahl der Sitze auf 42 gesenkt und die Hälfte der Mitglieder alle vier Jahre gewählt. 1991 wurde die Zahl der Sitze in der parlamentarischen Versammlung von 109 auf 99 und dann im Jahr 1999 weiter auf 93 gesenkt.